# Route nationale 507
Pour les articles homonymes, voir Route 507.
La route nationale 507 ou RN 507 était une route nationale française reliant Annemasse au Frénalay. À la suite de la réforme de 1972, elle a été déclassée en RD 907.

## Ancien tracé d'Annemasse au Frénalay (D 907)
- Annemasse (km 0)
- Vétraz-Monthoux (km 2)
- Cranves-Sales (km 4)
- Bonne (km 8)
- Viuz-en-Sallaz (km 15)
- Ville-en-Sallaz (km 16)
- Saint-Jeoire (km 20)
- Mieussy (km 27)
- Taninges (km 33)
- Samoëns (km 44)
- Sixt-Fer-à-Cheval (km 50)
- Le Frénalay, commune de Sixt-Fer-à-Cheval (km 56)

## Sites remarquables
- Le cirque du Fer-à-Cheval